# Choi Woo-shik
Đây là một tên người Triều Tiên, họ là Choi.
Choi Woo-sik (sinh ngày 26 tháng 3 năm 1990) là một nam diễn viên người Canada-Hàn Quốc. Anh được khán giả biết đến qua các bộ phim Hoàng tử gác mái (2012), Set Me Free  (2014), Chuyến tàu sinh tử (2016), The Witch: Part 1. The Subversion (2018), Parasite (2019), Mùa hè yêu dấu của chúng ta (2021).

## Tiểu sử
Choi Woo-sik là con út trong một gia đình có 2 anh em trai và di cư đến Canada sinh sống cùng gia đình khi anh học lớp 5. Anh từng theo học tại trường Pinetree Secondary School.
Vào năm 2011, anh thôi học tại một trong những đại học top đầu tại Canada - Đại học Tổng hợp Simon Fraser, để trở về Hàn Quốc theo đuổi sự nghiệp diễn xuất. Sau đó, anh theo học tiếp tại Đại học Chung-Ang đồng thời thử vai và sau đó chính thức ra mắt trong bộ phim dài tập The Duo (2011).

## Danh mục phim

### Phim điện ảnh
| Năm  | Tên phim                          | Vai              | Ghi chú | Nguồn         |
| ---- | --------------------------------- | ---------------- | --- | ------------- |
| 2011 | Etude, Solo                       |                  | Phim ngắn |               |
| 2012 | Circle of Crime – Director's Cut  |                  | | [ 5 ]         |
| 2013 | Secretly, Greatly                 | Yoon Yoo-joon    | | [ 6 ]         |
| 2014 | Set Me Free                       | Young-jae        | | [ 7 ]         |
| 2014 | Big Match                         | Guru             | | [ 8 ]         |
| 2015 | In the Room                       | Min-jun          | Phim Singapore | [ 9 ]         |
| 2016 | Chuyến tàu sinh tử                | Yong-guk         | | [ 10 ]        |
| 2017 | Okja                              | Kim Woo-shik     | | [ 11 ]        |
| 2018 | Golden Slumber                    | Joo-ho           | Khách mời | [ 12 ]        |
| 2018 | The Princess and the Matchmaker   | Nam Chi-ho       | | [ 13 ]        |
| 2018 | The Witch: Part 1. The Subversion | Young man        | | [ 14 ] [ 15 ] |
| 2018 | Monstrum                          | Hur              | | [ 16 ]        |
| 2019 | Rosebud                           | Young Soon-cheol | | [ 17 ]        |
| 2019 | Parasite                          | Ki-woo           | Bộ phim châu Á đầu tiên đạt 4 giải Oscar trong lễ trao giải Oscar lần thứ 92 (2020) bao gồm: Kịch bản gốc xuất sắc nhất; Phim nước ngoài xuất sắc nhất; Đạo diễn xuất sắc nhất; Phim xuất sắc nhất. | [ 18 ] [ 19 ] |
| 2019 | Bàn tay diệt quỷ                  | Cha xứ Choi      | Khách mời đặc biệt | [ 20 ]        |
| 2019 | Hunting Time                      | Ki-hoon          | | [ 21 ]        |

### Phim truyền hình
| Năm       | Tên phim                                                      | Vai                             | Kênh          | Ghi chú               | Nguồn  |
| --------- | ------------------------------------------------------------- | ------------------------------- | ------------- | --------------------- | ------ |
| 2010      | Dong Yi                                                       |                                 | MBC           |                       |        |
| 2011      | The Duo                                                       | Gwi-dong lúc nhỏ                | MBC           |                       | [ 22 ] |
| 2011      | Living in Style                                               | Na Joo-ra                       | SBS           |                       | [ 23 ] |
| 2011      | Deep Rooted Tree                                              | Jung Gi-joon / Ga Ri-on lúc nhỏ | SBS           |                       | [ 24 ] |
| 2011      | Special Affairs Team TEN                                      | Park Min-ho                     | OCN           |                       | [ 25 ] |
| 2012      | Hoàng tử gác mái                                              | Do Chi-san                      | SBS           |                       | [ 26 ] |
| 2012      | Shut Up Family                                                | Yeol Woo-bong                   | KBS2          |                       | [ 27 ] |
| 2012      | Drama Special – "Culprit Among Friends"                       | Do-hyun lúc nhỏ                 | KBS2          |                       |        |
| 2013      | Special Affairs Team TEN Season 2                             | Park Min-ho                     | OCN           |                       | [ 28 ] |
| 2013      | Who Are You?                                                  | Hee-koo                         | tvN           | Khách mời, Tập 10, 12 | [ 29 ] |
| 2013      | Drama Festival – "Principal Investigator: Save Wang Jo-hyun!" | Boo Joong-shik                  | MBC           |                       | [ 30 ] |
| 2014      | You're All Surrounded                                         | Choi Woo-shik                   | SBS           | Khách mời, Tập 4      | [ 31 ] |
| 2014      | You Are My Destiny                                            | Lee Yong                        | MBC           |                       | [ 32 ] |
| 2014      | Pride and Prejudice                                           | Lee Jang-won                    | MBC           |                       | [ 33 ] |
| 2014      | Dr. Frost                                                     | Kim Jung-hoon                   | OCN           | Khách mời, Tập 8      |        |
| 2015      | Dream Knight                                                  |                                 | Naver TV Cast | Khách mời             | [ 34 ] |
| 2015      | Hogu's Love                                                   | Kang Ho-gu                      | tvN           |                       | [ 35 ] |
| 2015      | My Fantastic Funeral                                          | Park Dong-soo                   | SBS           |                       | [ 36 ] |
| 2017      | Thanh xuân vật vã                                             | Park Moo-bin ( Cameo)           | KBS2          | Khách mời, Tập 1–7    | [ 37 ] |
| 2017      | The Package                                                   | Kim Gyung-jae                   | jTBC          |                       | [ 38 ] |
| 2017      | The Boy Next Door                                             | Park Gyu-tae                    | Dingo Studios |                       | [ 39 ] |
| 2021-2022 | Mùa hè yêu dấu của chúng ta                                   | Choi Ung                        | SBS           |                       | [ 40 ] |

## Chương trình thực tế
| Năm       | Tên chương trình                           | Kênh | Ghi chú            | Nguồn  |
| --------- | ------------------------------------------ | ---- | ------------------ | ------ |
| 2012      | Real Mate ở Australia, Rooftop Prince Trio | QTV  | Thành viên cố định | [ 41 ] |
| 2013–2014 | Beating Hearts                             | SBS  | Thành viên cố định | [ 42 ] |
| 2015      | Luật rừng ở Nicaragua                      | SBS  | Thành viên cố định | [ 43 ] |
| 2021      | Youn's Stay                                | tvN  | Thành viên cố định |        |
| 2023      | Jinny's Kitchen                            | tvN  | Thành viên cố định |        |

## Video ca nhạc
| Năm  | Tên bài hát          | Nghệ sĩ    | Nguồn  |
| ---- | -------------------- | ---------- | ------ |
| 2014 | "My Old Story"       | IU         | [ 44 ] |
| 2015 | "Congratulations"    | DAY6       | [ 45 ] |
| 2017 | "That Moment"        | Im Seulong | [ 46 ] |
| 2017 | "You Were Beautiful" | DAY6       | [ 47 ] |

## Đề cử và giải thưởng
| Năm  | Giải thưởng                               | Hạng mục                                                          | Đề cử                       | Kết quả   |
| ---- | ----------------------------------------- | ----------------------------------------------------------------- | --------------------------- | --------- |
| 2014 | Busan International Film Festival         | Actor of the year                                                 | Set Me Free                 | Đoạt giải |
| 2015 | Max Movie Awards                          | Best New Actor                                                    | Set Me Free                 | Đề cử     |
| 2015 | Busan Film Critics Awards                 | Best New Actor                                                    | Set Me Free                 | Đoạt giải |
| 2015 | Wildflower Film Awards                    | Best New Actor                                                    | Set Me Free                 | Đoạt giải |
| 2015 | Buil Film Awards                          | Best New Actor                                                    | Set Me Free                 | Đề cử     |
| 2015 | Korean Association of Film Critics Awards | Best New Actor                                                    | Set Me Free                 | Đoạt giải |
| 2015 | Blue Dragon Film Awards                   | Best New Actor                                                    | Set Me Free                 | Đoạt giải |
| 2015 | The Korea Film Actors' Association Awards | Popular Actor Award                                               | Set Me Free                 | Đoạt giải |
| 2016 | Max Movie Awards                          | Rising Star Award                                                 |                             | Đoạt giải |
| 2017 | Chunsa Film Art Awards                    | Special Popularity Award                                          |                             | Đoạt giải |
| 2019 | Chunsa Film Art Awards                    | Best Actor                                                        | Parasite                    | Đề cử     |
| 2019 | Buil Film Awards                          | Best Actor                                                        | Parasite                    | Đề cử     |
| 2019 | Director's Cut Awards                     | Best Actor                                                        | Parasite                    | Đề cử     |
| 2019 | Korea First Brand Awards                  | Best Actor (Film)                                                 |                             | Đoạt giải |
| 2020 | Critics's Choice Awards                   | Best Acting Ensemble                                              | Parasite                    | Đề cử     |
| 2020 | Screen Actors Guild Awards                | Outstanding Performance by a Cast in a Motion Picture             | Parasite                    | Đoạt giải |
| 2020 | Asian Film Awards                         | Best Supporting Actor                                             | Parasite                    | Đề cử     |
| 2020 | Asia Artist Awards                        | Popularity Award (Actor)                                          |                             | Đề cử     |
| 2021 | Asia Artist Awards                        | Popularity Award (Actor)                                          |                             | Đề cử     |
| 2021 | Giải thưởng phim truyền hình SBS          | Giải thưởng của đạo diễn                                          | Mùa hè yêu dấu của chúng ta | Đoạt giải |
| 2021 | Giải thưởng phim truyền hình SBS          | Nam diễn viên xuất sắc nhất hạng mục phim ngắn tập (hài/lãng mạn) | Mùa hè yêu dấu của chúng ta | Đề cử     |
| 2021 | Giải thưởng phim truyền hình SBS          | Cặp đôi đẹp nhất                                                  | Mùa hè yêu dấu của chúng ta | Đề cử     |